# Direcció general d'Anàlisi Macroeconòmica
La Direcció general d'Anàlisi Macroeconòmica (fins 2018 Direcció general d'Anàlisi Macroeconòmica i Economia Internacional) és un òrgan de gestió de la Secretaria d'Estat d'Economia i Suport a l'Empresa del Ministeri d'Economia i Empresa.

## Funcions
La Direcció general exerceix les funcions que l'encomana l'article 6 del Reial decret 531/2017:
- L'elaboració de previsions macroeconòmiques oficials relatives a l'economia espanyola.
- L'elaboració de previsions sobre els principals indicadors de conjuntura de l'economia espanyola.
- La redacció d'informes de riscos sobre l'economia espanyola, que recullin i quantifiquin adequadament tant aquells d'origen global com a domèstics.
- La formulació de previsions sobre la zona euro i altres economies rellevants en la definició de l'entorn internacional de l'economia espanyola.
- El desenvolupament i l'adaptació d'instruments quantitatius orientats a la previsió econòmica, de manera especial models economètrics tant univariables com multivariants.
- La representació espanyola en els Grups de Previsions a curt termini de la Unió Europea i de l'OCDE.
- La interlocució amb els principals organismes i fòrums internacionals en matèria de previsions econòmiques.
- La realització d'estudis de caràcter estructural sobre l'economia espanyola, en particular sobre els seus principals desequilibris macroeconòmics.
- L'anàlisi d'impacte macroeconòmic de la política econòmica, així com la participació en la definició de l'estratègia econòmica des del punt de vista de les polítiques macroeconòmiques.
- La preparació de projectes normatius en les matèries de competència del centre directiu.
- L'estudi de la incidència regional de les directrius de política econòmica i de l'evolució de les divergències macroeconòmiques territorials.
- L'estudi de les principals tendències a mitjà i llarg termini de l'economia espanyola, en particular del seu creixement potencial, despesa en envelliment i anàlisi de sostenibilitat del deute.
- El desenvolupament i l'adaptació d'instruments quantitatius orientats a l'anàlisi estructural i la simulació.
- La representació d'Espanya, en temes econòmics, davant l'Organització de Cooperació i Desenvolupament Econòmic i en particular, en el seu Comitè de Política Econòmica, sense perjudici de l'estipulat en el paràgraf f).
- La representació d'Espanya en el Comitè de Política Econòmica de la Unió Europea i en els seus grups de treball.
- El manteniment i explotació de bases de dades d'indicadors econòmics a nivell regional, nacional i internacional.
- L'elaboració de les operacions estadístiques assignades pel Pla Estadístic Nacional a la Secretaria d'Estat d'Economia i Suport a l'Empresa, així com la interlocució amb el Institut Nacional d'Estadística en el desenvolupament del Pla Estadístic Nacional en les matèries de competència de la Direcció general d'Anàlisi Macroeconòmica i Economia Internacional i la proposta de noves operacions o la millora de les existents.
- El desenvolupament i adaptació d'instruments quantitatius apropiats per al seguiment de la conjuntura econòmica.
- L'elaboració periòdica de notes i informes sobre la conjuntura econòmica nacional i internacional, des d'una perspectiva global i de sectors econòmics i institucionals.
- L'anàlisi i seguiment de l'evolució econòmica de les principals economies estrangeres i de les polítiques macroeconòmiques que apliquin.
- La participació en l'elaboració i coordinació del programa de treball que ha de desenvolupar la xarxa d'Oficines Econòmiques i Comercials en matèria de seguiment de l'activitat i la política econòmica, en col·laboració amb la Secretaria d'Estat de Comerç.
- L'estudi de la incidència de les variacions de preus autoritzats.
- La representació permanent i la coordinació de la política d'Espanya en el Grup del Banc Mundial i davant tots els bancs de desenvolupament i altres fons multilaterals gestionats pels mateixos.
- La negociació, tramitació i gestió de les contribucions a fons multidonants, fons multilaterals, fons d'assistència tècnica, fons de capacitació i altres aportacions a institucions financeres multilaterals, així com aquelles destinades a la promoció de la participació de professionals espanyols en el personal d'aquestes institucions, sense perjudici de les competències atribuïdes a altres departaments ministerials i, en concret, les previstes en l'article 2.1.d) i desenvolupades en els articles 5 i 10 de la Llei 36/2010, de 22 d'octubre, del Fons per a la Promoció del Desenvolupament.
- La representació permanent i coordinació de la política d'Espanya davant les institucions financeres d'àmbit europeu, exceptuant el Banc Europeu d'Inversions.

## Estructura
De la Direcció general depenen els següents òrgans:
- Subdirecció General d'Anàlisi Conjuntural i Previsions Econòmiques.
- Subdirecció General d'Anàlisi Macroeconòmica i Coordinació Internacional.
- Subdirecció General d'Institucions Financeres Multilaterals.

## Titulars
- Pilar Mas Rodríguez (2018-)
- Direcció general d'Anàlisi Macroeconòmica i Economia Internacional
- Pilar Mas Rodríguez (2016-2018)
- Jorge Dajani González (2014-2016)
- Alberto Soler Vera (2012-2014)
- Álvaro Sanmartín Antelo (2008-2009)